# Teatro Antiguo (Alfara del Patriarca)
El Teatro Antiguo o el teatret está situado en el cruce de las calles Doctor Navarro y Sant Bartomeu de Alfara del Patriarca en la comarca de la Huerta Norte perteneciente a la Comunidad Valenciana.
Se trata del antiguo casino y fue declarado Bien de Relevancia Local el 26 de septiembre de 2002.